# Pacôme Dadiet
Pacôme Djenon Dadiet (Aubagne, Provenza-Alpes-Costa Azul, 27 de mayo de 2005) es un baloncestista francés que pertenece a la plantilla de los New York Knicks de la NBA. Con 2,03 metros de estatura, juega en la posición de alero. 

## Trayectoria deportiva

### Primeros años
Dadiet es de ascendencia marfileña. Dio sus primeros pasos en el baloncesto con seis años en las categorías inferiores del Saint-Charles Charenton Saint-Maurice Basket-ball, donde permaneció hasta 2020, y donde tuvo como compañero a Tidjane Salaün. Posteriormente pasó por la Centre Fédéral de Basket-ball, antes de acabar en las categorías inferiores del Paris Basketball, jugando esa temporada algunos minutos en la LNB Pro A.

### Profesional
Tras debutar con 16 años con el equipo francés, la temporada siguiente dejó París para unirse al Ratiopharm Ulm alemán, pero estuvo involucrado en una disputa contractual que no le permitió unirse a ellos hasta enero de 2023. Acabó esa temporada jugando con el filial, la OrangeAcademy que militaba en la ProB, el tercer nivel del baloncesto alemán, aunque ese mismo año llegó a debutar con el primer equipo en la Basketball Bundesliga.
La temporada siguiente la disputó ya completamente en el primer equipo, promediando 6,6 puntos y 2,3 rebotes por partido.
El 25 de junio de 2024 fue elegido en la vigesimoquinta posición del Draft de la NBA de 2024 por los New York Knicks, convirtiéndose en uno de los cuatro jugadores franceses seleccionados en la primera ronda, tras Zaccharie Risacher, Alexandre Sarr y Tidjane Salaün. El 5 de julio firmó contrato con los Knicks. En su debut en la NBA, el 22 de octubre, consiguió tres puntos y un rebote en trece minutos de juego ante Boston Celtics.

## Estadísticas de su carrera en la NBA

### Temporada regular
| Año     | Equipo   | PJ | PT | MPP | %TC  | %3P  | %TL  | RPP | APP | ROB | TPP | PPP |
| ------- | -------- | -- | -- | --- | ---- | ---- | ---- | --- | --- | --- | --- | --- |
| 2024-25 | New York | 18 | 0  | 6.2 | .323 | .316 | .667 | 1.0 | .3  | .2  | .1  | 1.7 |
| Total   | Total    | 18 | 0  | 6.2 | .323 | .316 | .667 | 1.0 | .3  | .2  | .1  | 1.7 |

### Playoffs
| Año   | Equipo   | PJ | PT | MPP | %TC   | %3P | %TL | RPP | APP | ROB | TPP | PPP |
| ----- | -------- | -- | -- | --- | ----- | --- | --- | --- | --- | --- | --- | --- |
| 2025  | New York | 2  | 0  | 2.0 | 1.000 | –   | –   | .0  | .0  | .0  | .0  | 1.0 |
| Total | Total    | 2  | 0  | 2.0 | 1.000 | –   | –   | .0  | .0  | .0  | .0  | 1.0 |